# ريتشارد بيرباج
ريتشارد بيرباج، (بالإنجليزية:  Richard Burbage)‏، في الفترة من 6 يناير 1568 حتى 13 مارس 1619 هو ممثل إنجليزي وصاحب مسرح. وهو الأخ الأصغر لـ كوثبيرت بيرباج [الإنجليزية]. وكلاهما عمل في مجال التمثيل المسرحي.
كما أنه ابن جيمس بيرباج [الإنجليزية]، الذي كان يعمل نجارًا، ثم اتجه إلى الإنتاج المسرحي، ثم أصبح بيرباج ممثلاً مشهورًا في أوائل العشرين من عمره. ولم يوثَّق إلا القليل من أدواره التمثيلية القديمة.
وقال البعض إنه ظل لفترة في فرقة إيرل ليستر، لكن ليس ثمة دليل على ذلك. ويحتمل أنه كان يمثل في فرقة رجال الأميرال [الإنجليزية]، في عام 1590، ومع رجال اللورد سترينج [الإنجليزية]، في عام 1592، ومع رجال إيرل بيمبروك [الإنجليزية]، في عام 1593؛ ولكنه اشتهر أكثر بنجوميته في فرقة ويليام شكسبير المسرحية، واسمها رجال اللورد تشامبرلين [الإنجليزية]، والتي أصبحت رجال الملك (فرقة مسرحية) [الإنجليزية] بعد اعتلاء جيمس الأول عرش البلاد في عام 1603.
وأدى دور البطولة في العروض الأولى لكثير من مسرحيات شكسبير، ومن ضمنها هاملت وعطيل، وريتشارد الثالث، وأيضًا الملك لير. ثم توالت عليه الأدوار من كل حدب وصوب، وظهر في مسرحيات لكثير من الكتاب المعاصرين مثل: بن جونسون (دور البطولة في الثعلب، ودور ستل (Subtle) في الكيميائي القديم (The Alchemist))، وجون مارستون (John Marston) في (السخط (The Malcontent)) وفي دور جون ويبستر (John Webster) في (دوقة مالفي (The Duchess of Malfi)) وفي دور بومونت (Beaumont) وفليتشر (Fletcher) في (مأساة العذراء (The Maid's Tragedy)).
وتظهر قدرات وإمكانات بيرباج في التمثيل من خلال حجم الأدوار التي أداها على مدار حياته. فمن بين مئات المسرحيات وآلاف الأدوار التي أداها الممثلون في الفترة ما بين 1580 و1610 هناك فقط عشرون دورًا أو نحو ذلك يزيد طوله عن 800 كلمة. وكان إدوارد إلين (Edward Alleyn) أول من أدى مثل هذه الأدوار في تيمورلنك (Tamburlaine) ويهودي مالطة (The Jew of Malta) للكاتب مارلو (Marlowe)؛  ولكن أغلب هذه الأدوار النجومية، بما يعادل ثلاثة عشر من إجمالي عشرين دورًا أداها بيرباج.

## حياته
بعد وفاة الأب في فبراير عام 1597، تدخل ريتشارد وأخوه كوثبيرت لإنقاذ المصالح المالية للعائلة في مسرحيهما في لندن، إلى أن أحاطت بهم الدعاوى القضائية من كل جانب.
أما مسرح بلاك فرايرز [الإنجليزية]، فقد احتفظوا به، غير أنه تم تأجيره إلى هنري إيفانز (Henry Evans) وهو محامٍ ومتعهد حفلات، فاستخدمها لفرقة من الممثلين صغار السن. بينما حُلَّ المسرح الآخر الذي سُمي بطريقة مبسطة المسرح (The Theatre)، وذلك حينما لم يتمكنوا من تسوية شروط عقد الإيجار الجديد مع جيلز ألن (Giles Allen) مالك الأرض. ونُقلت العوارض والأعمدة وبقايا المسرح الأخرى إلى موقع جديد على الجانب الجنوبي لنهر التايمز، وجُمعوا مرة أخرى في مسرح جديد يسمى الكرة الأرضية (Globe). وساعدهم الدخل المتوفر من خلال تأجير مسرح بلاك فرايرز على تمويل الانتقال إلى مسرح الكرة الأرضية. وفي عام 1608، أنهى الأخوان عقد إيجار مسرح بلاك فرايرز ونُقلت عروض الفرقة إليه.
وحرص الأخوان على توطيد أواصر علاقات العمل والعلاقات الشخصية طوال حياتهما، فكانا متجاورين في شارع هاليويل (Halliwell Street) في منطقة شورديتش (Shoreditch) على مقربة من المسرح. وبيرباج أب لثمانية أبناء على الأقل، وبعد وفاته تزوجت أرملته وينيفريد (Winifred) من شخص آخر في فرقة بوني الملك (King's Bonnie).<3 Men, Richard Robinson. [انظر أيضا: نيكولاس تولي (Nicholas Tooley).]
وهناك من يؤكد في بعض الأحيان أن لوحة تشاندوس [الإنجليزية] المشهورة والمنسوبة لشكسبير من أعمال بيرباج، حيث كان له باع طويل في الرسم. وتحتوي كلية دولويتش [الإنجليزية] على لوحة فنية، لوجه امرأة بنفس النمط الزخرفي، الذي يتميز به وكان الكثير يضمها إلى قائمة أعماله، إلى أن اكتشف في عام 1987 أن هذه اللوحة نسبت إليه بطريق الخطأ، وأنها من المحتمل أن تكون من تصميم رسام من شمال إيطاليا.
وعلى خلاف إلين أو شكسبير رفيقه في فرقة رجال الملك، لم يعتزل بيرباج المسرح طوال حياته، بل أكمل مشواره الفني حتى وافته المنية في عام 1619. ولم يكن بيرباج رجل أعمال بفطنة وكياسة إلين أو حتى شكسبير، إذ يروى أنه ترك لزوجته أراضي بقيمة «أكثر من 300 جنيه إسترليني»، وهي تركة لا يستهان بها غير أنها أقل بكثير من ثروة إلين الضخمة وأقل من صافي قيمة ممتلكات شكسبير عند وفاته عام 1616.

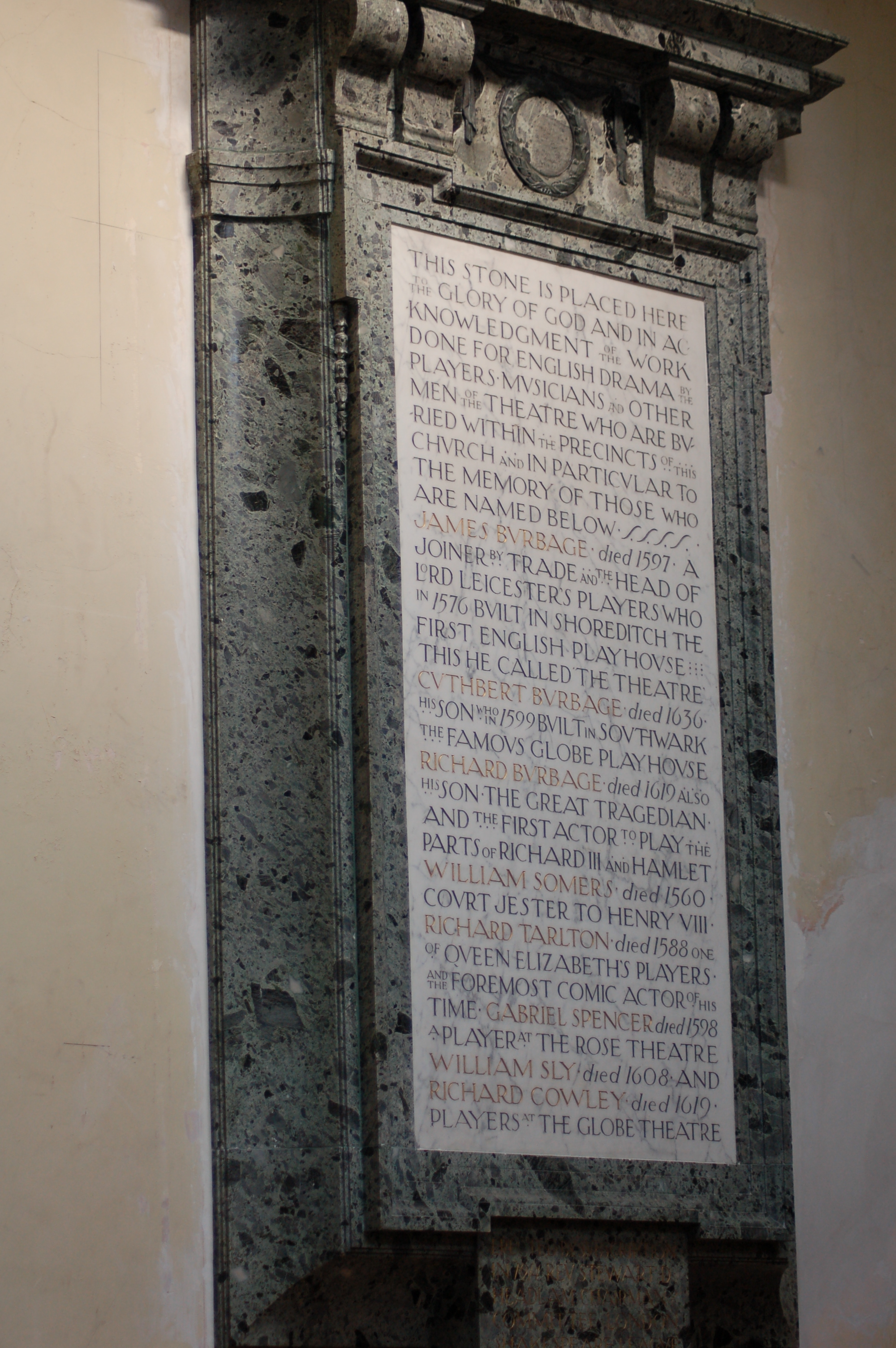
لوحة تذكارية في كنيسة سانت ليونارد، شورديتش (St Leonard's) إحياءً لذكرى عائلة بيرباج وممثلين آخرين.

ودفن بيرباج في كنيسة سانت ليونارد، شورديتش، وهي كنيسة تقع بالقرب من «المسرح». ومكان ضريحه الحالي غير معلوم بالتحديد، إلا أن بناء النصب التذكاري له ولإخوته جاء بعد وفاته بقرن لاحق. وألف أحد الشعراء المغمورين قصيدة يرثاه فيها رثاء لفقد الممثل المشهور ريتشارد بيرباج المتوفى يوم السبت في الصوم الكبير الموافق 13 مارس 1619، يقول في مقطع منها:
رحل وتركنا بما نموت بفقده.
أخذ ما قد كان أحياه،
فلا الفتى هاملت، ولا الهرم هيرونيمو
كان هنا الملك ليير ومور الحزين والمزيد،
بعدما عاش بهم الآن ذهب بلا إياب.
ومن بين قصائد الرثاء التي توالت بعد رحيله، ربما تجد أكثرها أثرًا في النفس ذلك النقش على ضريحه:
خروج بيرباج.